# Wöhr (Markt Indersdorf)
Wöhr ist ein Gemeindeteil von Markt Indersdorf im oberbayerischen Landkreis Dachau. Der Weiler liegt circa einen Kilometer südwestlich von Indersdorf und ist über die Kreisstraße DAH 17 zu erreichen.
Der Ort wurde 1197 als „Werde“ erstmals erwähnt.